# Clessidra

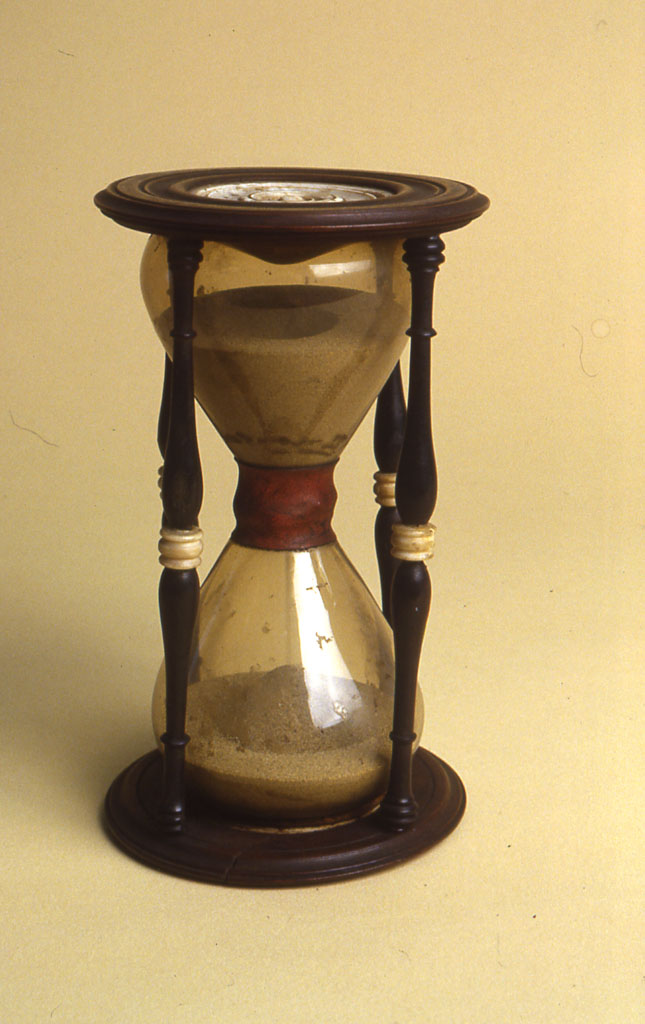
Orologio a sabbia sec. XVII - Museo nazionale della scienza e della tecnologia Leonardo da Vinci

La clessidra (anticamente clepsidra; chiamata anche orologio a sabbia o molto meno comunemente con il neologismo clepsamia) è uno strumento per la misura del tempo costituito da due recipienti di forma approssimativamente conica collegati tra di loro, tra i quali scorre una polvere finissima. Il termine clessidra in italiano può indicare (più raramente) anche il tipo ad acqua. Già nell'antico Egitto veniva utilizzata per misurare piccole quantità di tempo.

## Etimologia
Clessidra viene dal greco κλεψύδρα (klepsýdra), che significa letteralmente "ruba-acqua", e si riferiva originariamente alla clessidra ad acqua.

## Storia

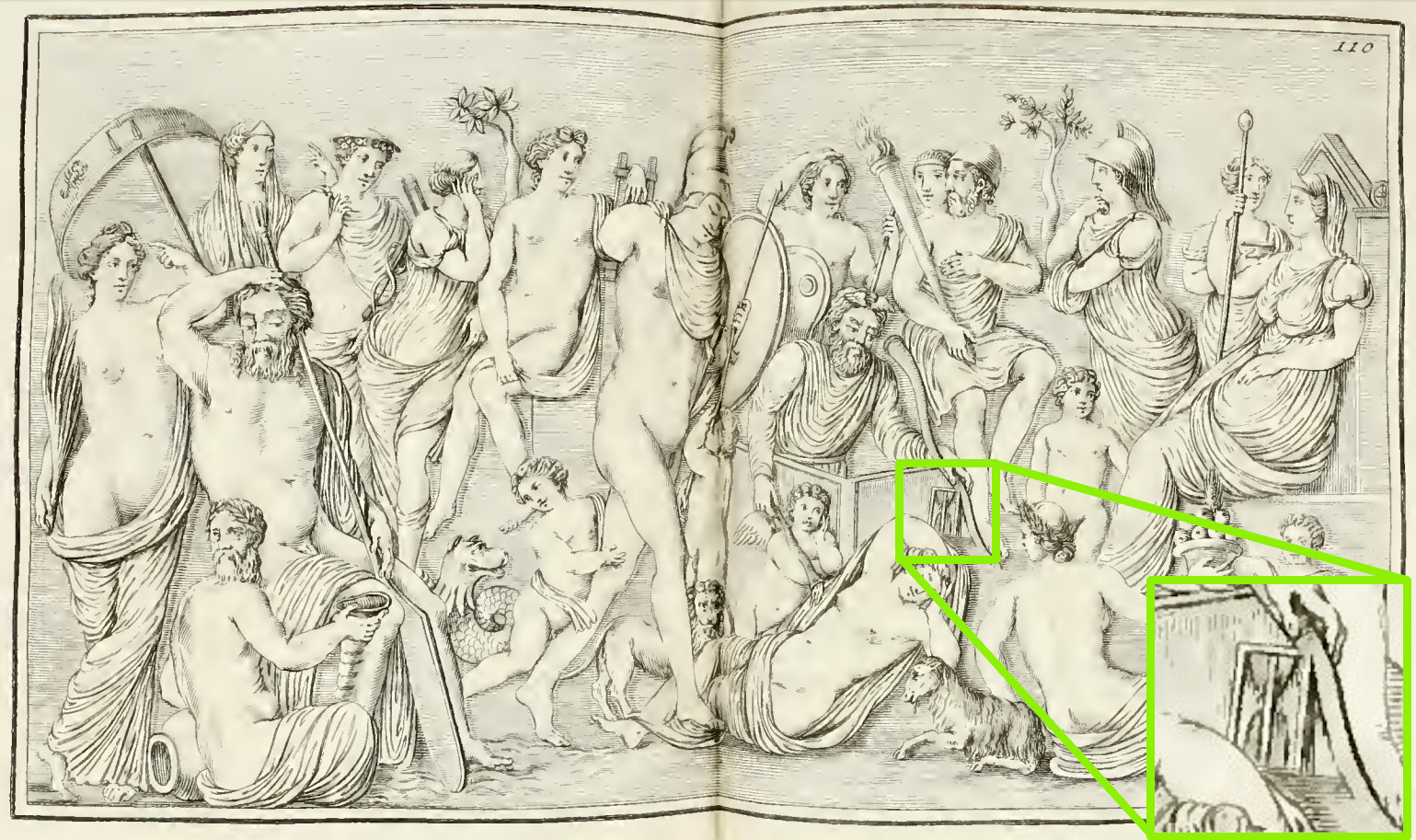
Sarcofago datato circa 350, raffigurante le nozze di Peleo e Teti (da osservare l'ingrandimento con l'oggetto tenuto da Morfeo tra le mani)

### Antichità
L'origine della clessidra non è chiara. Si sa che il suo predecessore, la clepsydra, o orologio ad acqua, esisteva in Babilonia e in Egitto già nel XVI secolo a.C. Sono state avanzate alcune ipotesi storiche:
- Secondo l'American Institute of New York la clessidra fu inventata ad Alessandria intorno al 150 a.C.[4]
- Secondo il Journal of the British Archaeological Association le cosiddette clepsamie erano in uso prima dell'epoca di San Girolamo (335 d.C.)[5].
- M. Llauradó trovò durante un'indagine la prima rappresentazione di una clessidra in un sarcofago datato circa 350 d.C., raffigurante le nozze di Peleo e Teti, scoperto a Roma nel XVIII secolo, e studiato da Wincklemann nel XIX secolo, che notò una clessidra tenuta da Morfeo tra le sue mani[6].

### Medioevo

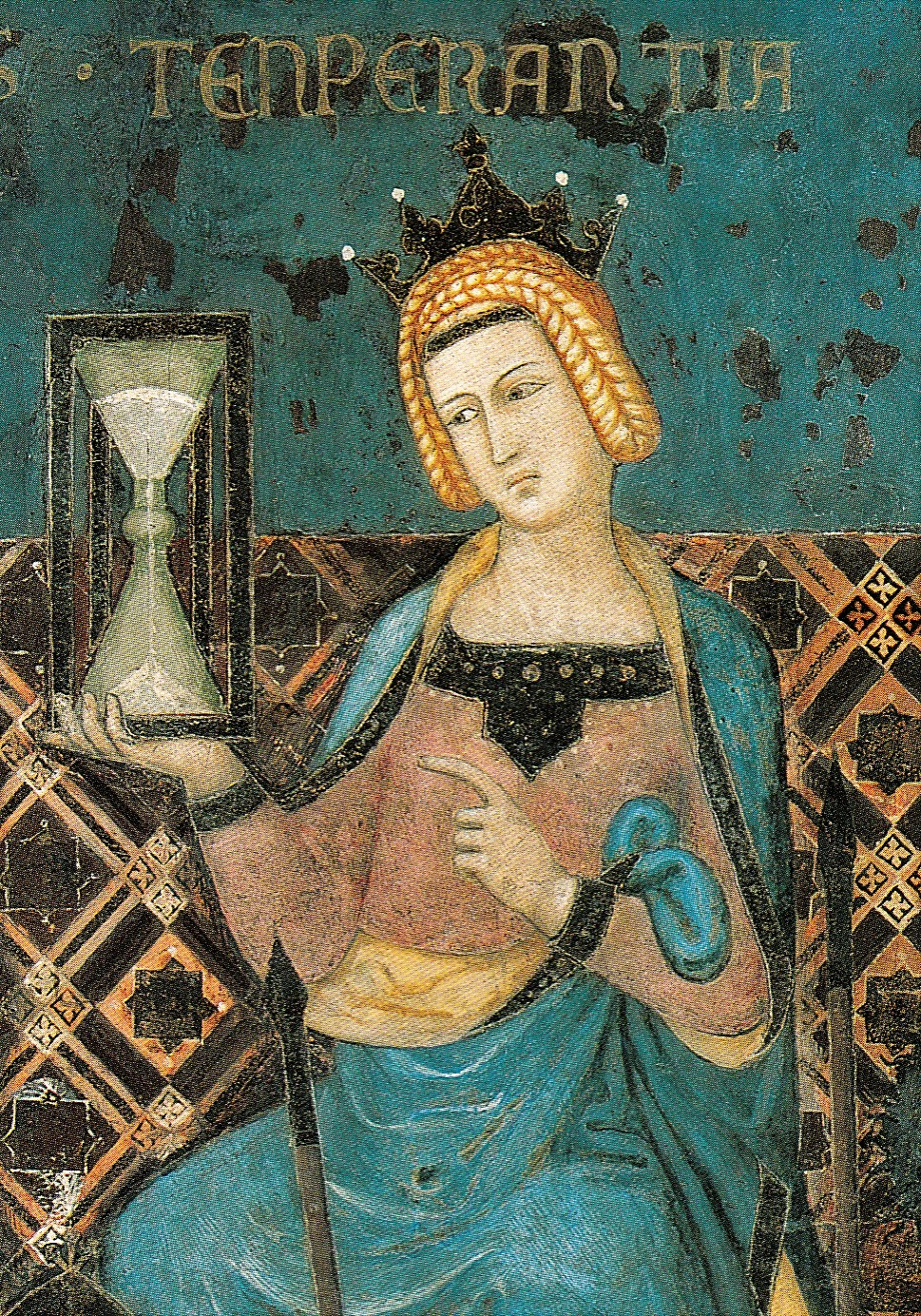
La Temperanza che porta una clessidra; dettaglio Allegoria del Buon Governo di Lorenzetti, 1338

Non ci sono testimonianze dell'esistenza della clessidra in Europa prima del tardo Medioevo; il primo esempio documentato risale al XIV secolo, raffigurato nell'affresco del 1338 Allegoria del Buon Governo di Ambrogio Lorenzetti.

L'uso della clessidra marina è documentato fin dal XIV secolo. I documenti scritti al riguardo provenivano principalmente dai giornali di bordo delle navi europee. Nello stesso periodo compare in altri registri ed elenchi di magazzini di navi. Il primo riferimento registrato che si può dire con certezza si riferisca a una clessidra marina risale al 1345 circa, in una ricevuta di Thomas de Stetesham, impiegato della nave del re La George, durante il regno di Edoardo III d'Inghilterra; tradotta dal latino, la ricevuta dice: nel 1345: 
Lo stesso Tommaso racconta di aver pagato a Lescluse, nelle Fiandre, dodici orologi di vetro ("pro xii. orlogiis vitreis"), prezzo di ciascuno 4½ lordi, in sterline 9 s. Item, per quattro orologi dello stesso tipo ("de eadem secta"), acquistati lì, prezzo di cinque lordi ciascuno, da 3 sterline (...).
Le clessidre marine erano popolari a bordo delle navi, poiché erano la misura più affidabile del tempo in mare. A differenza della clessidra classica, le clessidre marine che utilizzavano materiali granulari non erano influenzate dal movimento di una nave e meno influenzate dagli sbalzi di temperatura (che potevano causare condensa all'interno di una clessidra). Sebbene le clessidre non fossero sufficientemente precise per essere confrontate con il mezzogiorno solare per la determinazione della longitudine di una nave (poiché un errore di soli quattro minuti corrisponderebbe a un grado di longitudine), erano sufficientemente precise per essere utilizzate insieme con un solcometro per consentire la misurazione della velocità di una nave in nodi.
Le clessidre marine in origine erano costituite da due bottiglie di vetro, una capovolta sopra l'altra, collegate da un tubicino, con le estremità avvolte e così unite tra loro. Col passare del tempo, i successivi progressi nell'arte della soffiatura del vetro hanno permesso di realizzarle in un unico pezzo. Il vetro veniva riempito con sabbia o materiale idoneo come guscio d'uovo finemente macinato, piombo o trucioli di stagno (utilizzati per evitare l'umidità). Questo materiale fluido è stato scelto con due obiettivi principali: evitare l'umidità e assorbire il movimento, entrambi necessari per l'uso a bordo.
La clessidra trovò popolarità anche sulla terraferma come alternativa economica agli orologi meccanici. Le clessidre erano comunemente viste in uso nelle chiese, nelle case e nei luoghi di lavoro per misurare i sermoni, il tempo di cottura e il tempo trascorso nelle pause dal lavoro. Poiché venivano utilizzate per compiti più quotidiani, il modello della clessidra cominciò a rimpicciolirsi. I modelli più piccoli erano più pratici e molto apprezzati poiché rendevano il cronometraggio più discreto.
La clessidra, tuttavia, non scomparve del tutto. Sebbene siano diventate relativamente meno utili con l'avanzare della tecnologia degli orologi, le clessidre sono rimaste desiderabili nel loro design. La più antica clessidra sopravvissuta conosciuta risiede nel British Museum di Londra.
Solo nel XVIII secolo John Harrison inventò un cronometro marino che migliorò significativamente la stabilità della clessidra in mare.

### Uso simbolico
Data la sua simmetria, segni grafici che ricordano una clessidra si vedono nell'arte di culture che non hanno mai incontrato tali oggetti, ad esempio fatti dai nativi americani, dagli uomini vissuti nel Neolitico e dagli Zulu.
La clessidra, a volte con l'aggiunta di ali metaforiche, è spesso usata come simbolo del fatto che l'esistenza umana è fugace e che le "sabbie del tempo" si esauriranno per ogni vita umana. Veniva quindi utilizzata sulle bandiere dei pirati, per evocare la paura attraverso immagini associate alla morte. In Inghilterra, le clessidre venivano talvolta poste nelle bare, e hanno abbellito le lapidi per secoli. La clessidra veniva usata anche in alchimia come simbolo dell'ora.
L'ex quartiere metropolitano di Greenwich a Londra utilizzava una clessidra sul suo stemma, a simboleggiare il ruolo di Greenwich come origine del Greenwich Mean Time (GMT). Il successore del distretto, il Royal Borough of Greenwich, utilizza due clessidre sul suo stemma.

Cursore a clessidra

Varie interfacce utente grafiche del computer possono trasformare il puntatore in una clessidra mentre il programma è nel mezzo di un'attività e potrebbero non accettare l'input dell'utente. Durante questo periodo di tempo, altri programmi, come quelli aperti in altre finestre, potrebbero funzionare normalmente. Quando una clessidra di questo tipo non scompare, suggerisce che un programma è in un ciclo infinito e deve essere terminato, o è in attesa di qualche evento esterno (come l'inserimento di un CD da parte dell'utente).
Unicode ha un simbolo HOURGLASS in U+231B

## Descrizione

### Funzionamento

Immagine animata di una clessidra

La sabbia fluisce con regolarità dal bulbo superiore a quello inferiore in un tempo preciso. Al termine è sufficiente capovolgere lo strumento per cominciare un altro periodo. La durata del ciclo dipende dalla quantità e qualità di sabbia, dalla dimensione del collo e dalla forma dei bulbi. In alternativa alla sabbia sono utilizzate anche polveri di calcare (da gusci di uovo o marmo polverizzati).

### Utilizzo
Questo strumento ha oggi solamente una valenza estetica, poiché strumenti più precisi e comodi sono a disposizione. In passato invece, prima del perfezionamento dell'orologio a pendolo, era l'unico strumento affidabile per la misura del tempo in mare e si suppone che il suo impiego in questo senso possa essere cominciato nel XII secolo. Prove certe si hanno solamente dal XIV secolo, quando la clessidra è riprodotta in alcune opere di Ambrogio Lorenzetti. Durante il viaggio di Ferdinando Magellano attorno al globo, su ogni nave della flotta erano utilizzate 18 clessidre, e uno dei compiti dell'equipaggio era di capovolgerle all'istante giusto. La sincronizzazione delle clessidre era fatta a mezzogiorno, identificabile dal fatto che il Sole raggiunge la sua massima altezza sull'orizzonte.

### Clessidre eccezionali

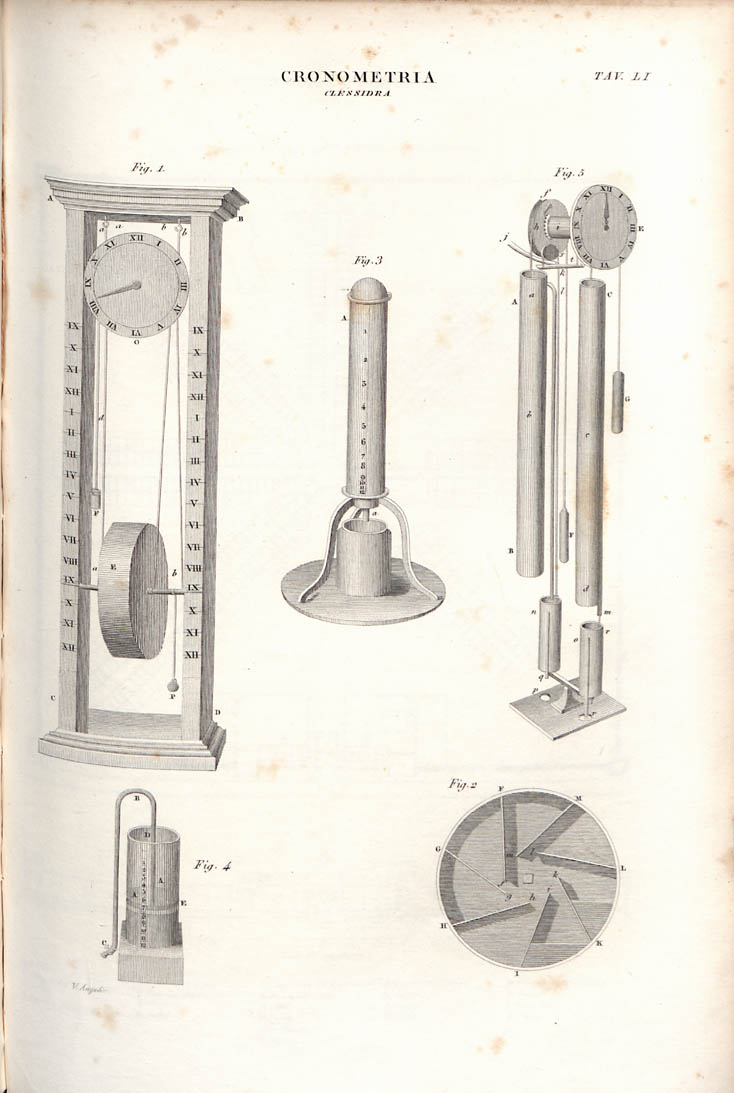
Clessidra del XIX secolo

Benché la durata di una clessidra non sia determinata esclusivamente dalla sua dimensione, se però la sabbia scorre per diversi giorni o settimane, si tratta di certo di un esemplare di dimensioni notevoli.
Due di questi giganti sono la Ruota del Tempo a Budapest e la clessidra nel museo della sabbia di Nima. Con un'altezza rispettivamente di otto e sei metri e una durata di scorrimento di un anno ciascuna, sono due tra gli orologi più grandi del mondo. Un altro gigante si trova dal 2008 sulla Piazza Rossa di Mosca. Alto 11,90 m e pesante 40 tonnellate, è la clessidra più grande del mondo: i due bulbi di vetro dello strumento sono così grandi che possono ospitare comodamente un'automobile lunga 5 m.
La clessidra più piccola del mondo misura invece solo 2,4 cm. Fu costruita ad Amburgo nel 1992 e, per un ciclo completo, richiede meno di 5 secondi.